# Junioreuropamästerskapet i ishockey 1992
Junioreuropamästerskapet i ishockey 1992 var 1992 års upplaga av turneringen.

## Grupp A
Spelades under perioden 5-12 april 1992 i Lillehammer och Hamar i Norge.

### Första omgången
grupp 1
| Lag                | Tjeckoslovakien | Sverige | Tyskland | Schweiz | gjorda mål/insläppta mål | poäng |
| ------------------ | --------------- | ------- | -------- | ------- | ------------------------ | ----- |
| 1. Tjeckoslovakien | —               | 5-3     | 5-2      | 8-4     | 18-09                    | 6     |
| 2. Sverige         | 3-5             | —       | 2-2      | 6-2     | 11-09                    | 3     |
| 3. Tyskland        | 2-5             | 2-2     | —        | 3-3     | 07-10                    | 2     |
| 4. Schweiz         | 4-8             | 2-6     | 3-3      | —       | 09-17                    | 1     |

grupp 2
| Lag         | RUS  | Finland | Polen | Norge | gjorda mål/insläppta mål | poäng |
| ----------- | ---- | ------- | ----- | ----- | ------------------------ | ----- |
| 1. Ryssland | —    | 3-2     | 10-0  | 8-2   | 21-04                    | 6     |
| 2. Finland  | 2-3  | —       | 17-0  | 7-2   | 26-05                    | 4     |
| 3. Polen    | 0-10 | 0-17    | —     | 5-3   | 05-30                    | 2     |
| 4. Norge    | 2-8  | 2-7     | 3-5   | —     | 07-20                    | 0     |

### Andra omgången
Slutspelsserien
| Lag                | Tjeckoslovakien | Sverige | RUS    | Finland | Tyskland | Polen  | gjorda mål/insläppta mål | poäng |
| ------------------ | --------------- | ------- | ------ | ------- | -------- | ------ | ------------------------ | ----- |
| 1. Tjeckoslovakien | —               | (5-3)   | 2-0    | 5-3     | (5-2)    | 15-1   | 32-09                    | 10    |
| 2. Sverige         | (3-5)           | —       | 3-1    | 1-1     | (2-2)    | 6-1    | 15-10                    | 06    |
| 3. Ryssland        | 0-2             | 1-3     | —      | (3-2)   | 6-2      | (10-0) | 20-09                    | 06    |
| 4. Finland         | 3-5             | 1-1     | (2-3)  | —       | 8-0      | (17-0) | 31-09                    | 05    |
| 5. Tyskland        | (2-5)           | (2-2)   | 2-6    | 0-8     | —        | 7-4    | 13-25                    | 03    |
| 6. Polen           | 1-15            | 1-6     | (0-10) | (0-17)  | 4-7      | —      | 06-55                    | 0     |

Match om sjunde plats
| Norge | 4-5 (1-1, 2-3, 1-1) | 4-3 (1-1, 0-2, 3-0) | 4-1 (3-1, 1-0, 0-0) | Schweiz |  |

Schweiz nedflyttade till 1993 års B-grupp 1993. 

## Priser och utmärkelser
- Poängkung  David Výborný, Tjeckoslovakien (14 poäng)
- Bästa målvakt: Marc Seliger, Tyskland
- Bästa försvarare: Sergej Gonchar, Ryssland
- Bästa anfallare: David Výborný, Tjeckoslovakien

## Grupp B
Spelades under perioden 22-28 mars 1992 i Lillehammer och Hamar i Norge.

### Första omgången
grupp 1
| Lag               | Italien | Österrike | Frankrike | Storbritannien | gjorda mål/insläppta mål | poäng |
| ----------------- | ------- | --------- | --------- | -------------- | ------------------------ | ----- |
| 1. Italien        | —       | 1-0       | 4-4       | 3-3            | 08-07                    | 4     |
| 2. Österrike      | 0-1     | —         | 5-3       | 7-3            | 12-07                    | 4-2   |
| 3. Frankrike      | 4-4     | 3-5       | —         | 9-2            | 16-11                    | 3     |
| 4. Storbritannien | 3-3     | 3-7       | 2-9       | —              | 08-19                    | 1     |

grupp 2
| Lag            | Danmark | Rumänien | Jugoslavien | Spanien | gjorda mål/insläppta mål | poäng |
| -------------- | ------- | -------- | ----------- | ------- | ------------------------ | ----- |
| 1. Danmark     | —       | 7-4      | 9-5         | 6-1     | 22-10                    | 6     |
| 2. Rumänien    | 4-7     | —        | 7-5         | 13-2    | 24-14                    | 4     |
| 3. Jugoslavien | 5-9     | 5-7      | —           | 4-2     | 14-18                    | 2-4   |
| 4. Spanien     | 1-6     | 2-13     | 2-4         | —       | 05-23                    | 0     |

### Andra omgången
Uppflyttningsserien
| Lag          | Italien | Danmark | Österrike | Rumänien | gjorda mål/insläppta mål | poäng |
| ------------ | ------- | ------- | --------- | -------- | ------------------------ | ----- |
| 1. Italien   | —       | 6-1     | (1-0)     | 5-4      | 12-05                    | 6     |
| 2. Danmark   | 1-6     | —       | 6-5       | (7-4)    | 14-15                    | 4     |
| 3. Österrike | (0-1)   | 5-6     | —         | 5-0      | 10-07                    | 2     |
| 4. Rumänien  | 4-5     | (4-7)   | 0-5       | —        | 08-17                    | 0     |

Nedflyttningsserien
| Lag               | Frankrike | Spanien | Storbritannien | Jugoslavien | gjorda mål/insläppta mål | poäng |
| ----------------- | --------- | ------- | -------------- | ----------- | ------------------------ | ----- |
| 1. Frankrike      | —         | 6-1     | (9-2)          | 18-2        | 33-05                    | 6     |
| 2. Spanien        | 1-6       | —       | 5-1            | (2-4)       | 08-11                    | 2     |
| 3. Storbritannien | (2-9)     | 1-5     | —              | 8-4         | 11-18                    | 2     |
| 4. Jugoslavien    | 2-18      | (4-2)   | 4-8            | —           | 10-28                    | 2     |

Italien uppflyttade till 1993 års A-grupp. Jugoslavien nedflyttade till 1993 års C-grupp.

## Grupp C
Spelades under perioden 192-22 mars 1992 i Eindhoven i Nederländerna.
| Lag              | Ungern | Nederländerna | Bulgarien | Belgien | gjorda mål/insläppta mål | poäng |
| ---------------- | ------ | ------------- | --------- | ------- | ------------------------ | ----- |
| 1. Ungern        | —      | 9-1           | 13-0      | 12-0    | 34-01                    | 6     |
| 2. Nederländerna | 1-9    | —             | 4-3       | 12-5    | 17-17                    | 4     |
| 3. Bulgarien     | 0-13   | 3-4           | —         | 6-1     | 09-18                    | 2     |
| 4. Belgien       | 0-12   | 5-12          | 1-6       | —       | 06-30                    | 0     |

Ungern uppflyttade till 1993 års B-grupp.

### Fotnoter
1. ↑  ”Championnat d'Europe 1992 des moins de 18 ans” (på franska). Hockeyarchives. 16 mars 1992. http://www.passionhockey.com/hockeyarchives/U-18_1992.htm. Läst 30 november 2014.